# Njiljokkmokkvärri
Njiljokkmokkvärri är en kulle i Finland. Den ligger i Utsjoki kommun och landskapet Lappland, i den norra delen av landet, 1 100 km norr om huvudstaden Helsingfors. Toppen på Njiljokkmokkvärri är 377 meter över havet. Njiljokkmokkvärri ingår i Paistunturit.
Terrängen runt Njiljokkmokkvärri är platt åt nordost, men åt sydväst är den kuperad.  Trakten runt Njiljokkmokkvärri är nära nog obefolkad, med mindre än två invånare per kvadratkilometer. Det finns inga samhällen i närheten. Omgivningarna runt Njiljokkmokkvärri är i huvudsak ett öppet busklandskap.